# روبرتو ماسارو
روبرتو ماسارو (بالإيطالية: Roberto Massaro)‏ هو لاعب كرة قدم إيطالي، ولد في 26 يوليو 1983 في برينديزي في إيطاليا. شارك مع منتخب إيطاليا تحت 17 سنة لكرة القدم ومنتخب إيطاليا تحت 19 سنة لكرة القدم ومنتخب إيطاليا تحت 20 سنة لكرة القدم. أما مع النوادي، فقد لعب مع أولبيا كالسيو 1905 وإيه سي ميلان وفيورنتينا ونادي أنكونا ونادي بارما ونادي تريستينا ونادي ساليرنيتانا ونادي فاريسي ونادي كومو.

## وصلات خارجية
- روبرتو ماسارو على موقع قاعدة بيانات كرة القدم.إي يو (الإنجليزية)